# Mario Party (spelserie)
Mario Party är en datorspelserie publicerad av Nintendo och mellan 1998 och 2007 också av Hudson Soft. Första spelet i serien släpptes år 1998 (Japan). Spelet innehåller flera karaktärer från Mario-spelen som upp till fyra spelare kan spela. 
Sedan släppet av första spelet i oktober 1998 släppte Hudson Soft ett nytt spel varje år fram till 2007. Det senaste spelet i serien är Super Mario Party Jamboree, som ska släppas till Nintendo Switch i oktober 2024.

## Spel i serien

### Konsol
- Mario Party - Nintendo 64 (1998)
- Mario Party 2 - Nintendo 64 (1999)
- Mario Party 3 - Nintendo 64 (2001)
- Mario Party 4 - Nintendo GameCube (2002)
- Mario Party 5 - Nintendo GameCube (2003)
- Mario Party 6 - Nintendo GameCube (2004)
- Mario Party 7 - Nintendo GameCube (2005)
- Mario Party 8 - Wii (2007)
- Mario Party 9 - Wii (2012)
- Mario Party 10 - Wii U (2015)
- Super Mario Party - Nintendo Switch (2018)
- Mario Party Superstars - Nintendo Switch (2021)
- Super Mario Party Jamboree - Nintendo Switch (2024)
- Super Mario Party Jamboree – Nintendo Switch 2 Edition ＋ Jamboree TV - Nintendo Switch 2 (2025)

### Bärbara
- Mario Party-e - Game Boy Advance - (2003)
- Mario Party Advance - Game Boy Advance - (2005)
- Mario Party DS - Nintendo DS - (2007)
- Mario Party: Island Tour - Nintendo 3DS - (2013)
- Mario Party: Star Rush - Nintendo 3DS - (2016)
- Mario Party: The Top 100 - Nintendo 3DS - (2017)